# Höstgullris
Höstgullris (Solidago gigantea) är en växtart i familjen korgblommiga växter. 
Höstgullriset är en flerårig ört som kan bli över två meter hög. Blommorna är små och gula och sitter samlade i små blomkorgar, i täta vippliknande blomställningar som bildar en pyramidaktig klase längst upp på växtens stjälkar. Bladen är smala och spetsiga och har sågad kant. Blomningstiden är september till oktober.
Ursprungligen härstammar höstgullriset från Nordamerika, men idag har arten införts som prydnadsväxt i trädgårdar till många andra delar av världen. På en del håll har den på detta sätt senare också förvildat sig, bland annat i Sverige.